# 金口镇
金口镇是中国山东省青岛市即墨区下辖的一个镇。

## 行政区划
金口镇下辖：
南阡四里村、南阡三里村、南阡二里村、南阡一里村、山东村、迟家店村、山阴村、黄豆屯村、孙家周疃村、李家周疃村、华家周疃村、刘家周疃村、卢家庄村、东渠村、庙东一村、庙东二村、庙东三村、海堤村、西南阡村、团埠庄村、孙家沟村、古阡一村、古阡二村、古阡三村、于家屯村、周家屯村、杨家屯村、金口村、侯家滩村、北阡村、凤凰村、西店子村、陈马庄村、山汪庄村、房家庄村和虎埠前村。

## 中国传统村落
2013年8月，凤凰村被评为第二批中国传统村落。